# كريستال كارسون
كريستال كارسون (بالإنجليزية: Crystal Carson)‏ هي ممثلة أمريكية، ولدت في 24 يونيو 1962 في سبالدينغ في الولايات المتحدة.

## وصلات خارجية
- كريستال كارسون على موقع IMDb (الإنجليزية)
- كريستال كارسون على موقع قاعدة بيانات الفيلم (الإنجليزية)